# 4468 Pogrebetskij
4468 Pogrebetskij (1976 SZ3) là một tiểu hành tinh vành đai chính được phát hiện ngày 24 tháng 9 năm 1976 bởi N. S. Chernykh ở Nauchnyj.